# Cantius, Cantianus und Cantianilla

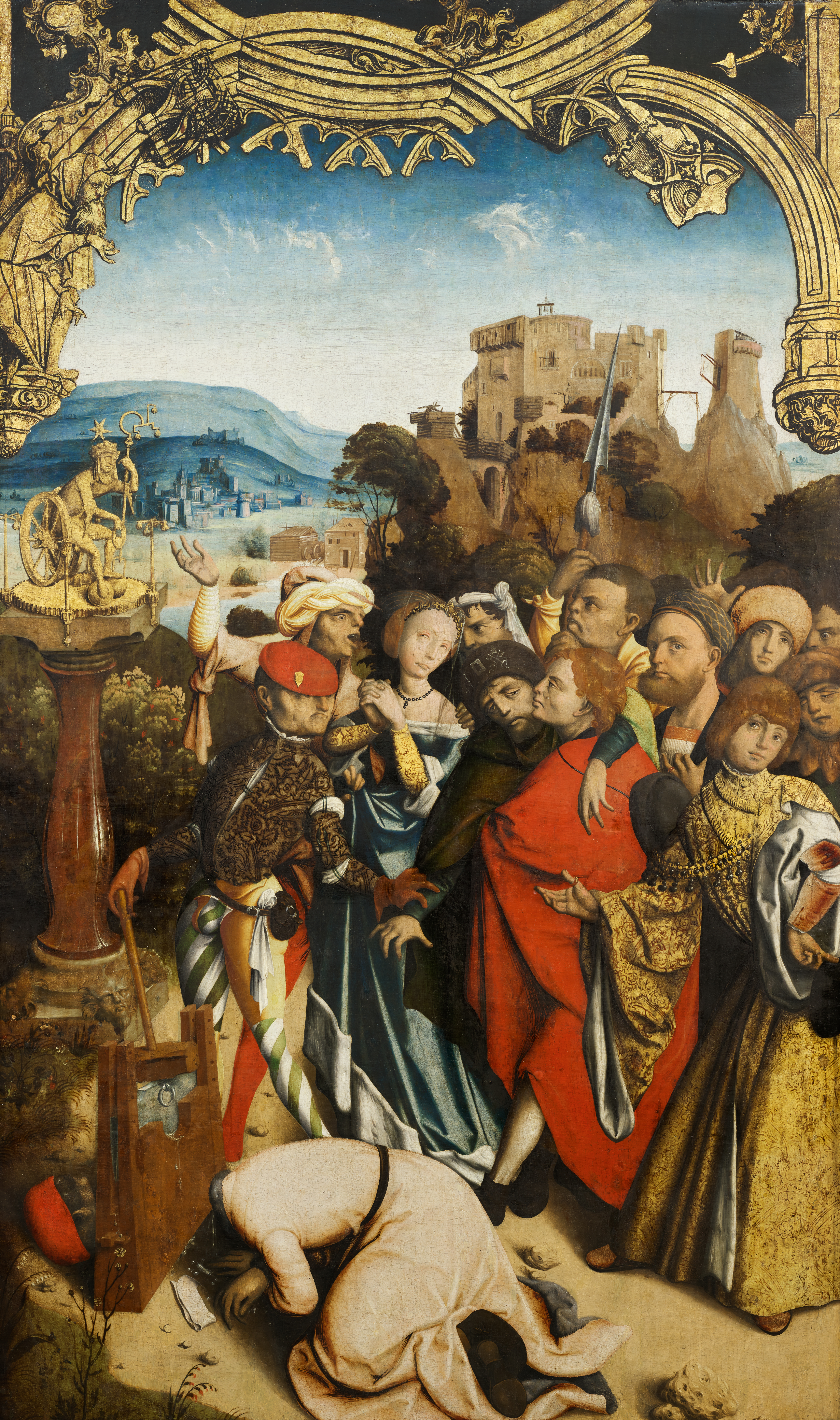
Meister des Krainburger Altars: Martyrium der hll. Cantius, Cantianus und Cantianilla, um 1510

Cantius, Cantianus und Cantianilla, deutsch auch Kanzius, Kanzian und Kanzianilla, (vielleicht † 304 bei Aquileia) sind die überlieferten Namen von drei Geschwistern und Märtyrern der diokletianischen Christenverfolgung. Ihre Verehrung ging von Aquileia aus und verbreitete sich in weiten Teilen Europas. Ihre historische Individualität ist nicht feststellbar.

## Legende

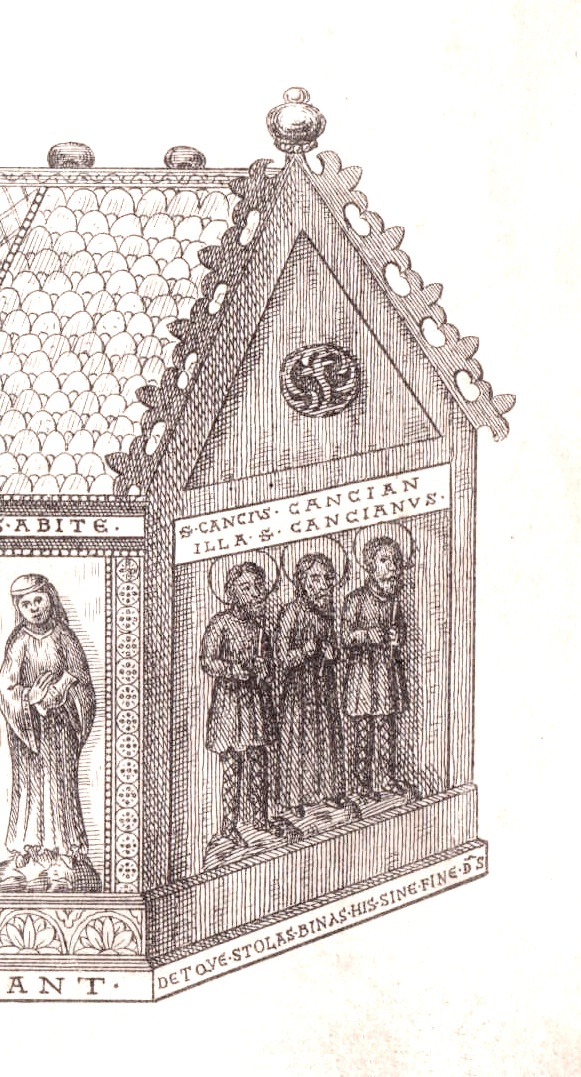
Hildesheim, Schrein der Dompatrone, Schmalseite mit der Darstellung der hll. Cantius, Cantianus und Cantianilla (Zeichnung, 1840)

Venantius Fortunatus († um 600), Bischof von Poitiers und aus Treviso gebürtig, bemerkt in seinem Gedicht auf den heiligen Martin:
Aquileiensem si fortasse accesseris urbem Cantianos Domini nimium venereris amicos.
„Solltest du nach Aquileia kommen, zolle höchste Verehrung den Cantiani, den Freunden des Herrn.“
Es ist das Zeugnis für einen damals schon als bekannt vorausgesetzten Märtyrerkult, der wegen der Würde des Patriarchats von Aquileia auch über die Alpen drang. Die drei Namen finden sich im Martyrologium Romanum und mehrmals im Hieronymianum. Maximus von Turin († um 420) erwähnt in einer Predigt, dass die Geschwister vor der Stadt Aquileia getötet wurden, als sie in einer Kutsche von dort fliehen wollten.
Dieses Motiv war offenbar Ausgangspunkt für die ausgeformte mittelalterliche Legende. Danach entstammten Cantius, Cantianus und Cantianilla dem römischen Stadtadel, der gens Anicia, und waren Verwandte des Kaisers Carinus. Als die diokletianische Verfolgung begann, ließen sie ihre 73 Sklaven frei, nachdem diese im christlichen Glauben unterrichtet und getauft worden waren, verkauften ihren Besitz in Rom und gingen mit ihrem Lehrer Protus nach Aquileia, wo sie ebenfalls Güter besaßen; dort wollten sie Bischof Chrysogonus treffen. Aber auch in Aquileia herrschte Verfolgung. Chrysogonus war einen Monat vor der Ankunft der Geschwister in Aquae Gradatae, 15 Kilometer von Aquileia, hingerichtet worden. Cantius und seine Begleiter besuchten nun die Christen in den Gefängnissen, ermutigten sie, verkündigten das Evangelium und wirkten viele Wunder. Als sie vor Gericht zitiert wurden, weigerten sie sich, beriefen sich auf ihre Verwandtschaft mit Kaiser Carinus und verlangten ein Urteil mit kaiserlicher Unterschrift. Darauf brachen sie zum Grab des Chrysogonus nach Aquae Gradatae auf. Dort holte sie der Statthalter Sisinnius ein und ließ sie nach ihrer erneuten Weigerung, den römischen Göttern zu opfern, enthaupten. Der Priester Zeno bestattete sie neben dem Grab des Chrysogonus. Der Ort und seine Kirche heißen heute San Canzian d’Isonzo.

## Verehrung und Patrozinien
Reliquien der Märtyrer werden in der Basilika von Aquileia, in der Basilika von Grado und in San Canzian d’Isonzo verehrt, außerdem u. a. im Mailänder Dom sowie im Hildesheimer Dom, wo sie mit den Reliquien anderer Dompatrone im romanischen Epiphaniusschrein aufbewahrt werden.
Bald nach dem Jahr 1000 brachte der französische König Robert II. Reliquien der drei Märtyrer aus Mailand nach Étampes im heutigen Département Essonne, wo sie in der Abteikirche Notre-Dame-du-Fort aufbewahrt und zweimal jährlich mit Festprozession verehrt wurden. Ein Teil gelangte auch in die Kathedrale von Sens, zu deren historischer Diözese Étampes gehörte (früher eigenes Offizium).
Zahlreiche Kirchen vor allem im Friaul und in den angrenzenden Gebieten Österreichs, Sloweniens und Kroatiens tragen das Patrozinium der drei Märtyrer-Geschwister, siehe Kanziankirche.
Ihr Gedenktag in der röm.–kath. Kirche ist der 31. Mai.
In der Ikonopraphie werden sie meist mit Stäben dargestellt, die ursprünglich vermutliche Schwerter waren. Denn unter anderem werden sie auch mit Schwertern und Palmen dargestellt.